# Ulsan Munsustadion
Het Ulsan Munsustadion (ook wel Big Crown Stadium genoemd) is een stadion in Ulsan, Zuid-Korea. Het stadion is geopend in 2001 en kan 44.102 toeschouwers herbergen. Vaste bespeler van het stadion is Ulsan Hyundai FC, een voetbalclub die uitkomt in de K-League. Het stadion werd speciaal gebouwd voor het wereldkampioenschap voetbal 2002, dat werd georganiseerd door Zuid-Korea en Japan.

## WK interlands
| №  | Datum        | Wedstrijd                    | Uitslag | Competitie | Toeschouwers |
| -- | ------------ | ---------------------------- | ------- | ---------- | ------------ |
| 1. | 1 juni 2002  | Uruguay – Denemarken         | 1 – 2   | WK 2002    | 30.157       |
| 2. | 3 juni 2002  | Brazilië – Turkije           | 2 – 1   | WK 2002    | 33.842       |
| 3. | 21 juni 2002 | Duitsland – Verenigde Staten | 1 – 0   | WK 2002    | 37.337       |